# Arte na Idade Moderna em Portugal
A Idade Moderna em Portugal dividiu-se em:
- Renascimento
- Maneirismo
- Barroco
- Rococó

## História
O Manuelino, no séc. XV, suavizou a transição do gótico para o Renascimento, pois este coexistia com as ideias do quattrocento italiano. Em meados do séc. XVI apareceu o Maneirismo, que se prolongou mais do que no resto da Europa, até ao início do séc. XVIII. Foi nessa altura que começaram a aparecer as primeiras obras do barroco português. O progressivo exagero da ornamentação nas obras conduziu de forma natural para o rococó.
Em 1755, deu-se em Lisboa um grande terramoto que destruíu a cidade. Foram aí implantadas medidas de reconstrução pelo ministro do rei D. José I, o Marquês de Pombal. A presença de traços barrocos na nova baixa da cidade lisboeta não evitavam a denotação do cariz organizado e racional da sua planta. É desta forma que se passa subtilmente para a arte moderna em Portugal